# Agnes et Margaret Smith
Ne doit pas être confondu avec Codex Sinaiticus.

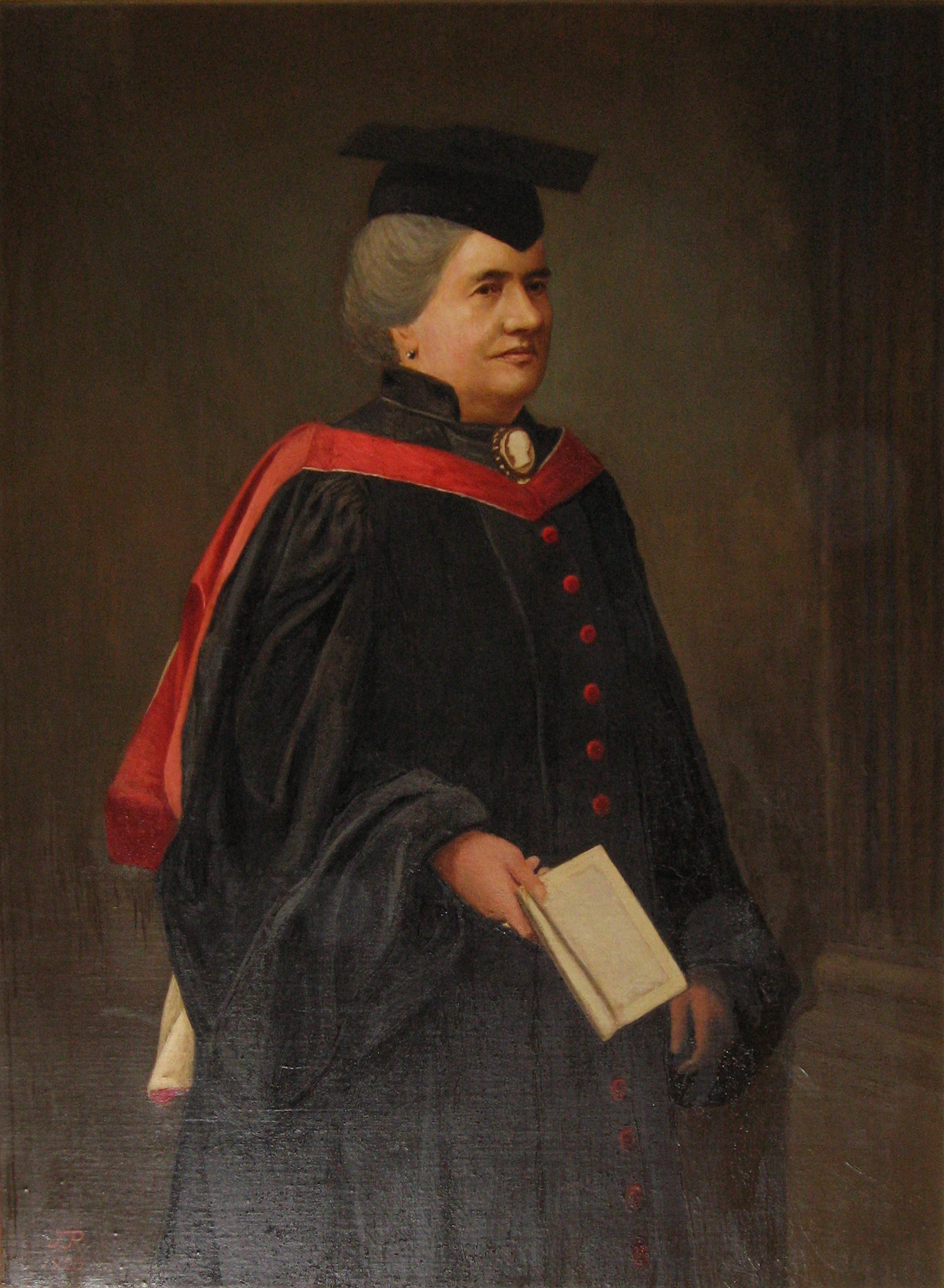
Agnes Smith Lewis

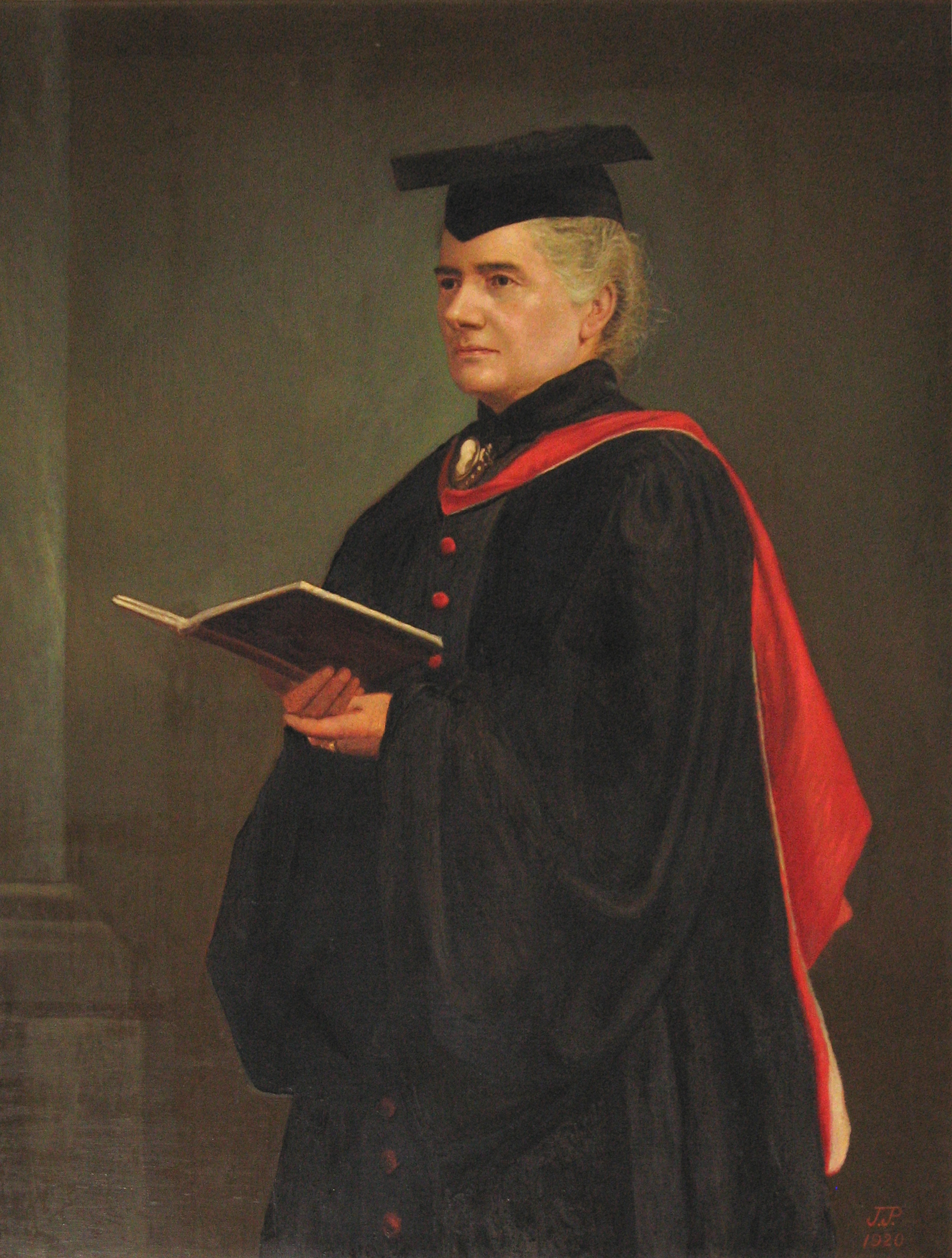
Margaret Dunlop Gibson

Agnes Smith Lewis (1843–1926) et Margaret Dunlop Gibson (1843–1920), nées Agnes et Margaret Smith (parfois appelées  les Sœurs de Westminster), sont deux biblistes, paléographes et exploratrices britanniques d'origine écossaise. 
En février 1892, au cours de leurs expéditions scientifiques dans le Sinaï, Agnes découvre au monastère Sainte-Catherine du Sinaï le palimpseste connu plus tard sous le nom de Codex Sinaiticus Syriacus (ou Codex Lewis, ou encore Palimpseste du Sinaï). Cette découverte est considérée comme la plus importante depuis celle du Codex Sinaiticus en 1859.

## Biographie
Les deux jumelles naissent le 11 janvier 1843 à Irvine, dans le comté d'Ayrshire, en Écosse. Leur mère, Margaret Dunlop, meurt quinze jours plus tard. Elles sont élevées dans un milieu aisé par leur père, John Smith, linguiste amateur, qui leur accorde la même éducation qu'à des garçons et les encourage dans leurs études. Formées dans des collèges privés à Birkenhead et à Londres, elles voyagent à travers l'Europe en compagnie de leur père. À elles deux, Agnes et Margaret parlent plus de douze langues. Elles se spécialisent très jeunes dans les langues sémitiques anciennes et en traduiront de nombreux textes par la suite. 
Les deux sœurs font l'une et l'autre un mariage heureux mais de courte durée. Margaret épouse en 1883 James Young Gibson (en) (1826-1886), un pasteur écossais également essayiste et traducteur, et Agnes épouse en 1887 Samuel Savage Lewis, un bibliothécaire érudit du collège Corpus Christi, à Cambridge. Gibson et Lewis meurent l'un et l'autre au bout de trois ans de mariage. C'est en partie pour fuir ce double deuil que les deux sœurs décident de repartir pour le Proche-Orient, qu'elles ont visité une vingtaine d'années plus tôt.
Grâce aux contacts de James Rendel Harris au monastère Sainte-Catherine du Sinaï, Agnes y découvre en février 1892 le Codex Sinaiticus Syriacus, dans une réserve de la bibliothèque. Il s'agit d'un manuscrit de 358 pages datant du IVe siècle qui contient une traduction en syriaque des quatre évangiles canoniques et remontant au IIe siècle. La finale longue de Marc 16 en est absente. Il présente en surimpression un autre texte : des vies de saintes et de martyres correspondant à la fin du VIIIe siècle. Ce palimpseste est l'exemplaire le plus ancien des évangiles en syriaque : il est l'un des deux codex (l'autre étant celui de William Cureton) antérieurs à la Peshitta.
L'année suivante, en 1893, James Rendel Harris, Francis Crawford Burkitt et Robert Lubbock Bensly (en) accompagnent les deux sœurs au monastère Sainte-Catherine afin de confirmer l'authentification du document. Adalbert Merx expertise ensuite le codex, et le résultat de ses recherches, Die Evangelien des Markus und Lukas nach der Syrischen im Sinaikloster gefundenen Palimpsesthandschrift, est publié dans Die vier kanonischen Evangelien nach dem ältesten bekannten (4 volumes, 1897–1905). 
Les quelque 1 700 manuscrits collectés par les sœurs Smith au cours de leurs voyages forment aujourd'hui le fonds Lewis-Gibson de l'université de Cambridge.
L'une de leurs acquisitions a été authentifiée par leur ami Solomon Schechter comme un original du Siracide.
Pionnières dans leur domaine, Agnes et Margaret Smith sont également des bienfaitrices de l'Église presbytérienne d'Angleterre et du Westminster College (Cambridge) (en).

## Reconnaissance universitaire

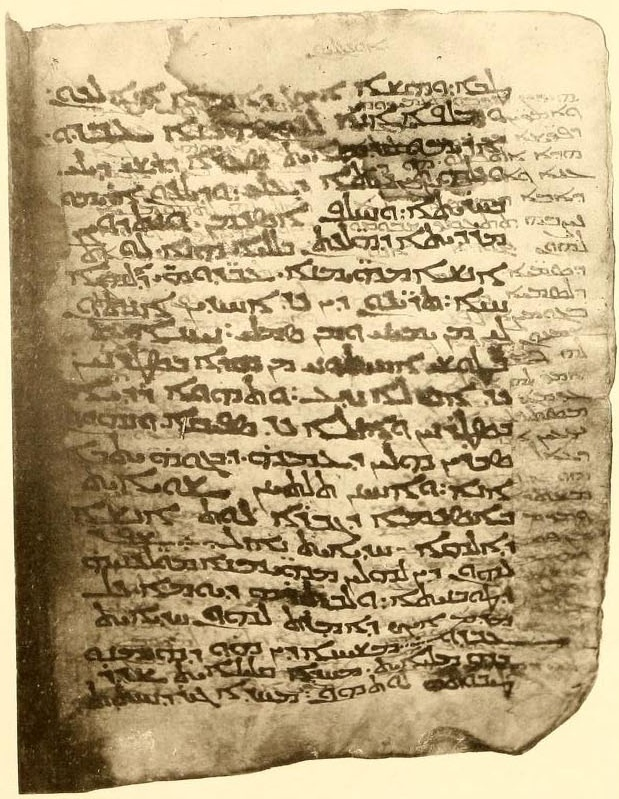
Le Codex Sinaiticus Syriacus, folio 21v (=24v), Évangile selon Matthieu 15:12-27. Photographie d'Agnes Smith Lewis (1896).

Les apports des sœurs Smith à la paléographie et à l'étude du canon biblique ne leur valurent aucun diplôme honorifique de l'université de Cambridge car celle-ci n'en décerna aux femmes qu'à partir de 1948. En revanche, elles reçurent des doctorats honoris causa au sein des universités de Halle, de Heidelberg, de Dublin et de Saint Andrews : en  droit, en lettres et en théologie. Elles furent les premières femmes docteures en théologie.

## Publications

### Agnes Smith Lewis
- Eastern Pilgrims: The travels of three ladies (London, 1870)
- Effie Maxwell (London, 1876) (a novel)
- The Brides of Ardmore: A story of Irish life (London, 1880)
- Through Cyprus (London, 1887)
- Glimpses of Greek Life and Scenery (1884) (London: Hurst and Blackett)
- Catalogue of the Syriac MSS. in the Convent of S. Catharine on Mount Sinai (London, 1894)
- A Translation of the Four Gospels from the Syriac of the Sinaitic Palimpsest (London and New York, 1894)
- A Translation of the Four Gospels from the Syriac of the Sinaitic Palimpsest (London, 1896) (revised and extended edition)
- Some Pages of the Four Gospels Re-transcribed from the Sinaitic Palimpsest with a Translation of the Whole Text (London, 1896)
- A Palestinian Syriac Lectionary (London, 1897)
- In the Shadow of Sinai: A story of travel and research from 1895 to 1897 (Cambridge, 1898)
- Select Narratives of Holy Women: From the Syro-Antiochene or Sinai Palimpsest (London, 1900)
- Apocrypha Syriaca: The Protevangelium Jacobi and Transitus Mariae (London, 1902, with Alphonse Mingana) (Texts; English translation)
- Acta Mythologica Apostolorum (London, 1904) (Texts; English translation)
- The Old Syriac Gospels or Evangelion da-Mepharreshê (London, 1910)
- Light on the Four Gospels from the Sinai Palimpsest (London, 1913)
- Leaves From Three Ancient Qur'ans; Possibly Pre-Othmanic (Cambridge, 1914, with Alphonse Mingana)

### Margaret Dunlop Gibson
- How the Codex Was Found: A narrative of two visits to Sinai from Mrs. Lewis's journals, 1892 – 1893 (Cambridge, 1893)
- An Arabic Version of the Epistles of St. Paul to the Romans, Corinthians, Galatians with part of the Epistle to the Ephesians from a ninth century MS. in the Convent of Saint Catharine on Mount Sinai. Studia Sinaitica (1894). London: C J Clay and Sons
- Catalogue of the Arabic mss. in the Convent of Saint Catharine on Mount Sinai. Studia Sinaitica (1894). London: C J Clay and Sons
- An Arabic Version of the Acts of the Apostles and the Seven Catholic Epistles, with a treatise on the Triune nature of God (London 1899)
- The Commentaries of Ishodad of Merv, Bishop of Hadatha c. 850 ad. (London 1911) volume 1 et volume 3
- Matthew and Mark in Syriac. (London 1911)
- Luke and John in Syriac. (London 1911)
- The Acts of the Apostles and the Catholic Fathers. (London 1913)
- The Epistles of St Paul. (London 1916)

### Agnes Smith Lewis et Margaret Dunlop Gibson
- The Palestinian Syriac Lectionary of the Gospels (London, 1899)